# Divorce American Style
Divorce American Style (br: Divórcio à Americana) é um filme estadunidense de 1967, do gênero comédia, dirigido por Bud Yorkin, roteirizado por Robert Kauffman e Norman Lear, música de David Grusin.

## Sinopse
Um casal suburbano sente que o divórcio é a solução para sua longa e conturbada relação.

## Elenco
- Dick Van Dyke ....... Richard Harmon
- Debbie Reynolds ....... Barbara Harmon
- Jason Robards ....... Nelson Downes
- Jean Simmons ....... Nancy Downes
- Van Johnson ....... Al Yearling
- Joe Flynn ....... Lionel Blandsforth
- Shelley Berman ....... David Grieff
- Martin Gabel ....... Dr. Zenwinn
- Lee Grant ....... Dede Murphy
- Pat Collins ....... Pat Collins
- Tom Bosley ....... Farley
- Emmaline Henry ....... Fern Blandsforth
- Richard Gautier ....... Larry Strickland (como Dick Gautier)
- Tim Matheson .......  Mark Harmon (como Tim Matthieson)
- Gary Goetzman ....... Jonathan Harmon
- Eileen Brennan ....... Eunice